# يوب باكر
يوب باكر (بالهولندية: Joop Bakker)‏ هو سياسي هولندي، ولد في 21 مايو 1921 في فرايزلاند في هولندا، وتوفي في 3 أكتوبر 2003 في فاسينار في هولندا. نشط حزبياً في Anti-Revolutionary Party ‏. وقد انتخب وزير الشؤون الاقتصادية وانتخب عضو مجلس نواب هولندا ‏ وانتخب Minister of Transport, Public Works and Water Management ‏.